# Roberto De Simone
Roberto De Simone (Nápoles, 25 de agosto de 1933 - Nápoles, 6 de abril de 2025) fue un músico, director de escena, académico, dramaturgo, compositor y etnomusicólogo italiano.

## Vida y carrera
De Simone se graduó en piano y composición en su ciudad natal, concretamente en el Conservatorio de San Pietro a Maiella. Comenzó una intensa actividad concertística, actuando como clavecinista en la Orquesta Domenico Scarlatti. Al mismo tiempo, inició su labor como investigador etnomusical y ensayista, centrado principalmente en la música folclórica de tradición oral del sur de Italia, con un interés específico en el tarantismo y los lamentos fúnebres. A mediados de la década de 1960, conoció a varios músicos que compartían con él el interés por la música tradicional, y este encuentro llevó a la fundación de la Nuova Compagnia di Canto Popolare, con la que De Simone colaboró durante una década. Se acercó al Teatro Piccola Scala en 1972 como posible sede para la compañía. Enseñó historia de la música en el Conservatorio de San Pietro a Maiella entre 1972 y 1976.
En 1976 hizo su debut como dramaturgo (también ejerciendo como libretista, compositor y director) con el musical La Gatta Cenerentola, que se estrenó en el Festival de los Dos Mundos de Spoleto y luego disfrutó de éxito tanto nacional como internacional. Se representó en el Vivian Beaumont Theater de Nueva York en 1985 y en el King's Theatre como parte del Festival Internacional de Edimburgo de 1988. Otras de sus obras notables incluyen Mistero napoletano (1977), L'Opera buffa del Giovedì Santo basada en el Stabat Mater de Pergolesi (1980), Messa di requiem en memoria de Pier Paolo Pasolini, como una obra coral-sinfónica (1985), Carmina Vivianea para solista, coro y orquesta con textos de Raffaele Viviani (1986), Stabat Mater para narrador, ocho solistas y orquesta (1986) y Mistero e processo di Giovanna d'Arco para coro y orquesta (1989). También compuso varias bandas sonoras para cine.
De Simone fue director artístico del Teatro de San Carlo de Nápoles desde 1981 hasta 1987, donde revivió óperas napolitanas del siglo XVIII. Invitado por su conciudadano Riccardo Muti, De Simone dirigió Nabucco de Verdi para inaugurar la temporada 1986/87 en el Teatro de La Scala de Milán, con Renato Bruson y Ghena Dimitrova en los papeles principales. La producción se revivió en 1988 y 1996. En 1989 dirigió Orfeo y Eurídice de Gluck con Bernadette Manca di Nissa como Orfeo, y también El hermano enamorado de Pergolesi. En 1990 fue director escénico de Idomeneo, rey de Creta de Mozart con Giuseppe Sabbatini en el papel principal, nuevamente para la apertura de la temporada. Colaboró nuevamente con Muti para la apertura de la temporada 1995/96 con La flauta mágica de Mozart, transmitida y producida también por LaScalaTv.
De Simone fue director del Conservatorio de Nápoles de 1995 a 2000. Se convirtió en miembro de la Academia Nacional de Santa Cecilia en 1998. Recibió el Premio Roberto Sanseverino en 2003, el Premio Nonino Risit d'Aur en 2015, y el título de caballero de la Orden al Mérito de la República Italiana en 2019.

## Composiciones principales
- I ragazzi di padre Tobia – serie de televisión (1968-1973) - músicas originales
- La festa di Piedigrotta de Raffaele Viviani
- Lauda intorno allo Stabat
- La cantata dei Pastori (de la homónima obra de Andrea Perrucci)
- La gatta Cenerentola
- L'opera buffa del Giovedì Santo
- Eden Teatro de Raffaele Viviani
- La Lucilla costante de Silvio Fiorillo
- Il Bazzariota, ovvero la dama del bell'umore de Domenico Macchia
- Le religiose alla moda de Gioacchino Dandolfo
- Le novantanove disgrazie de Pulcinella
- Mistero e processo di Giovanna d'Arco
- Mistero Napolitano
- Messa di Requiem in memoria di Pier Paolo Pasolini
- Eleonora
- L'opera dei centosedici
- Populorum progressio
- Il Re Bello, con libreto de Siro Ferrone, basado en el relato de Aldo Palazzeschi

## Obras literarias
- La gatta Cenerentola. Favola in musica in tre atti, Collezione di teatro n.214, Torino, Einaudi, 1977, ISBN 978-88-06-21923-9.
- Demoni e Santi. Teatro e teatralità barocca a Napoli, Electa Napoli, 1984.
- Disordinata storia della canzone napoletana, Valentino editore, 1994.
- Il presepe popolare napoletano, Collana Saggi, Torino, Einaudi, 1998-2004.
- L'opera buffa del giovedì santo, Collezione di teatro, Torino, Einaudi, 1999.
- La Cantata dei pastori, Collana Saggi, Torino, Einaudi, 2000, ISBN 978-88-06-15632-9.
- Il cunto de li cunti di Giambattista Basile nella riscrittura di Roberto De Simone (2 vols.), Collana I millenni, Torino, Einaudi, 2002, ISBN 978-88-06-14214-8.
- Prolegomeni al Socrate immaginario, Collezione di teatro, Torino, Einaudi, 2005, ISBN 978-88-06-17863-5.
- Novelle K 666. Fra Mozart e Napoli, Collana L'Arcipelago, Torino, Einaudi, 2007, ISBN 978-88-06-18685-2.
- Omaggio a Giovan Battista Pergolesi (1710-2010), Grimaldi & C., 2010, ISBN 978-88-89-87962-7.
- Cinque voci per Gesualdo. Travestimento in musica e teatro di un mito d'amore, morte e magia, Collezione di teatro, Torino, Einaudi, 2013, ISBN 978-88-06-21744-0.
- Satyricon a Napoli '44. Fra Santa Chiara e San Gregorio Armeno, Collana L'Arcipelago, Torino, Einaudi, 2014, ISBN 978-88-06-21978-9.
- La canzone napolitana, Collana I Millenni, Torino, Einaudi, 2017, ISBN 978-88-06-23474-4.
- L'Oca d'Oro, Collezione di Teatro, Torino, Einaudi, 2019, ISBN 978-88-06-24049-3.
- Dell’Arco Giovanna d’Arco : Mystère cinematografico per musica, Collana I nuovi trucioli, Napoli, Colonnese, 2024, ISBN 9791281142282.

## Ediciones
- Il Cunto de li Cunti di Giambattista Basile nella riscrittura di Roberto De Simone (2 vols.), Collana I Millenni, Torino, Einaudi, 2002, ISBN 978-88-06-14214-8.

## Discografía
- Nuova Compagnia di Canto Popolare, con Nuova Compagnia di Canto Popolare [Rare 1971]
- Nuova Compagnia di Canto Popolare, disco doble, con Nuova Compagnia di Canto Popolare [Rare 1972]
- NCCP (en vivo en el Teatro Belli de Roma), con Nuova Compagnia di Canto Popolare [EMI 1973]
- Li sarracini adorano lu sole, con Nuova Compagnia di Canto Popolare [EMI 1974]
- Tarantella ca nun va 'bbona, con Nuova Compagnia di Canto Popolare [EMI 1975]
- La gatta Cenerentola, con Nuova Compagnia di Canto Popolare y Compagnia Il Cerchio [EMI 1976]
- Quant'è bello lu murire acciso [RCA Italiana 1976]
- 11 mesi e 29 giorni, con Nuova Compagnia di Canto Popolare [EMI 1977]
- La cantata dei pastori, con Nuova Compagnia di Canto Popolare [EMI 1977]
- Io Narciso Io [RCA Italiana 1977]
- La fine del mondo nel nostro solito letto in una notte piena di pioggia [RCA Italiana 1978]
- La tradizione in Campania [EMI 1979]
- Fontamara [CBS 1980]
- Bello Cantare [Rai Trade 2006], con Media Aetas (grabado en 1986)
- Li Turchi Viaggiano [Oriente 2003], con Media Aetas
- Specula & gemini [Rai Trade 2004], con Bruno Tommaso (con orquesta Jazz A Majella e la participación de Maria Pia De Vito)
- Era de maggio [Rai Trade 2006], con Antonella Morea
- L'armonia sperduta [BRC 2014], con Raffaello Converso
- Ammore busciardo [Zeus Records 2016], con Alfredo Napoletano
- Canti della dimenticanza [Zeus Records 2022], con Raffaello Converso

## Distinciones honoríficas
- Comendador de la Orden al Mérito de la República Italiana
- Gran Oficial de la Orden al Mérito de la República Italiana
- Caballero de Gran Cruz de la Orden al Mérito de la República Italiana
- Oficial de la Orden de las Artes y las Letras[10]